# 川上真愛
川上 真愛（かわかみ あい、1999年2月14日 - ）は、大阪府出身のハンドボール選手。日本ハンドボールリーグのソニーセミコンダクタマニュファクチャリング所属。

## 経歴
四天王寺高校時代の2016年、高校総体にて優秀選手に選ばれる。
2021年、日本ハンドボールリーグのソニーセミコンダクタマニュファクチャリングへ加入。

## 詳細情報

### 年度別成績
| 年       | チーム   | 試合 | フィールド 得点 | 率   | 7m  | 合計  | 警告 | 退場 | 失格 |
| -------- | -------- | ---- | --------------- | ---- | --- | ----- | ---- | ---- | ---- |
| 2020-21  | ソニー   | 0    | 0/0             | -    | 0/0 | 0/0   | 0    | 0    | 0    |
| 2021-22  | ソニー   | 8    | 2/3             | .667 | 0/0 | 2/3   | 0    | 0    | 0    |
| 2022-23  | ソニー   | 6    | 13/17           | .765 | 0/0 | 13/17 | 0    | 0    | 0    |
| JHL：3年 | JHL：3年 | 14   | 15/20           | .750 | 0/0 | 15/20 | 0    | 0    | 0    |

### 記録
- フィールドゴール初得点：2021年10月31日、対ザ・テラスホテルズ戦（霧島市国分体育館）[3]

### 背番号
- 21 (2020年 - )